# Quercus durifolia
Quercus durifolia là một loài thực vật có hoa trong họ Cử. Loài này được Seemen ex Loes. miêu tả khoa học đầu tiên năm 1900.